# Ibe Hautekiet
Ibe Hautekiet, né le 13 avril 2002 à Courtrai en Belgique, est un footballeur belge qui joue au poste de défenseur au Standard de Liège.

## Biographie

### En club

#### Jeunesse et formation
Ibe Hautekiet débute le football à Zwevegem Sport de 2007 à 2010 puis fait partie de l'académie de jeunes du SV Zulte Waregem de 2010 à 2017. Il rejoint alors l'académie du Club Bruges KV à l'âge de 15 ans.

#### Club Bruges KV
Le 22 août 2020, il fait ses débuts professionnels pour le Club NXT, l'équipe réserve du Club Bruges KV qui est alignée en Division 1B lors de la saison 2020-2021. Hautekiet joue 27 des 28 matches de ce championnat, ne manquant que la seizième journée contre le Lierse Kempenzonen. Pendant la saison 2021-2022, il dispute plusieurs matches en UEFA Youth League et marque lors des matches de groupe contre le Paris Saint-Germain et le RB Leipzig en 2021,. Pour la saison 2022-2023, il réintègre le Club NXT avec lequel il joue 11 matches en Challenger Pro League.

#### Standard de Liège
Le 31 janvier 2023, il signe un contrat de quatre ans et demi avec le Standard de Liège,. Le 4 février 2023, il dispute un match complet contre le RWDM avec le SL16 FC, l'équipe réserve du club active en Première Division B. Deux semaines plus tard, il fait ses débuts officiels dans l'équipe première du club lors de la victoire 2-4 en championnat contre l'Union Saint-Gilloise, l'entraîneur Ronny Deila le faisant rentrer entrer dans le temps additionnel. Lors de la dernière journée de la phase régulière, contre Oud-Heverlee Louvain, il bénéficie d'une dizaine de minutes de temps de jeu en remplaçant Konstantinos Laifis. Lors des play-offs 2 de 2023, il est titulaire lors des quatre dernières journées dénuées d'enjeu afin de le préparer pour la saison suivante.
Ibe Hautekiet se blesse en août 2023 puis en janvier 2024 et ne joue que peu de rencontres lors de la saison 2023-2024 dont deux avec l'équipe première du Standard en décembre 2023 ainsi que le dernier match de la saison le 25 mai 2024 contre le KV Malines.
Lors du championnat de Belgique 2024-2025, Ivan Leko l'aligne comme titulaire dès la première journée de cette compétition. Il fait alors partie du onze de base pendant cette saison et s'impose comme une valeur sûre de la défense centrale des Rouches.

### En sélections nationales
Ibe Hautekiet est international belge en équipes de jeunes, dès les moins de 16 ans et ensuite dans l'équipe des moins de 17 ans, dans l'équipe des moins de 18 ans puis en équipe des moins de 19 ans.